# Marko Stamenic
Marko Stamenic (Wellington, 19 febbraio 2002) è un calciatore neozelandese, centrocampista dello Swansea City.

## Biografia
Nato in Nuova Zelanda, ha origini serbe e samoane.

## Caratteristiche tecniche
È un centrocampista offensivo.

## Carriera

### Club
Cresciuto nel settore giovanile del Western Suburbs, nel 2019 viene acquistato dal Team Wellington dove debutta in New Zealand Football Championship il 1º dicembre in occasione dell'incontro vinto 2-1 contro il Canterbury Utd.
Il 1º settembre 2020 viene acquistato a titolo definitivo dal Copenaghen, con cui esordisce il 23 novembre seguente partendo titolare nella sconfitta per 2-1 contro i Randers.
Il 1º settembre 2021 viene ceduto in prestito all'HB Køge.

### Nazionale
Ha giocato nella nazionale neozelandese Under-17.
Nel 2021 viene convocato dalla nazionale olimpica neozelandese per prendere parte alle Olimpiadi di Tokyo. Debutta il 22 luglio in occasione dell'incontro contro la Corea del Sud.
Il 28 settembre 2021 viene convocato per la prima volta in nazionale maggiore, con cui ha esordito il 9 ottobre seguente in amichevole contro Curaçao.

## Statistiche
Statistiche aggiornate al 22 luglio 2021.

### Presenze e reti nei club
| Stagione          | Squadra           | Campionato        | Campionato | Campionato | Coppe nazionali | Coppe nazionali | Coppe nazionali | Coppe continentali | Coppe continentali | Coppe continentali | Altre coppe | Altre coppe | Altre coppe | Totale | Totale | Totale |
| Stagione          | Squadra           | Comp              | Pres       | Reti       | Comp            | Pres            | Reti            | Comp               | Pres               | Reti               | Comp        | Pres        | Reti        | Pres   | Reti   |        |
| ----------------- | ----------------- | ----------------- | ---------- | ---------- | --------------- | --------------- | --------------- | ------------------ | ------------------ | ------------------ | ----------- | ----------- | ----------- | ------ | ------ | ------ |
| 2019-2020         | Team Wellington   | PL                | 7          | 1          |                 | -               | -               |                    | -                  | -                  |             | -           | -           | 7      | 1      |        |
| 2020-2021         | Copenaghen        | SL                | 1          | 0          | CD              | 0               | 0               |                    | -                  | -                  |             | -           | -           | 1      | 0      |        |
| 2021-2022         | HB Køge           | 1.D               | 14+9       | 1+1        | CD              | 0               | 0               |                    | -                  | -                  |             | -           | -           | 23     | 2      |        |
| 2022-2023         | Copenaghen        | SL                | 12+3       | 0          | CD              | 3               | 0               | UCL                | 4                  | 0                  |             | -           | -           | 22     | 0      |        |
| Totale Copenaghen | Totale Copenaghen | Totale Copenaghen | 13+3       | 0          |                 | 3               | 0               |                    | 4                  | 0                  |             | -           | -           | 23     | 0      |        |
| 2023-2024         | Stella Rossa      | SL                | 22         | 1          | CS              | 2               | 0               | UCL                | 4                  | 1                  |             | -           | -           | 28     | 2      |        |
| Totale carriera   | Totale carriera   | Totale carriera   | 68         | 4          |                 | 5               | 0               |                    | 8                  | 1                  |             | -           | -           | 81     | 5      |        |

## Palmarès

### Club

#### Competizioni nazionali
- Campionato danese: 1

Copenaghen: 2022-2023
- Coppa di Danimarca: 1

Copenaghen: 2022-2023
- Campionato serbo: 1

Stella Rossa: 2023-2024
- Coppa di Serbia: 1

Stella Rossa: 2023-2024
- Campionato greco: 1

Olympiakos: 2024-2025